# 邁馬區

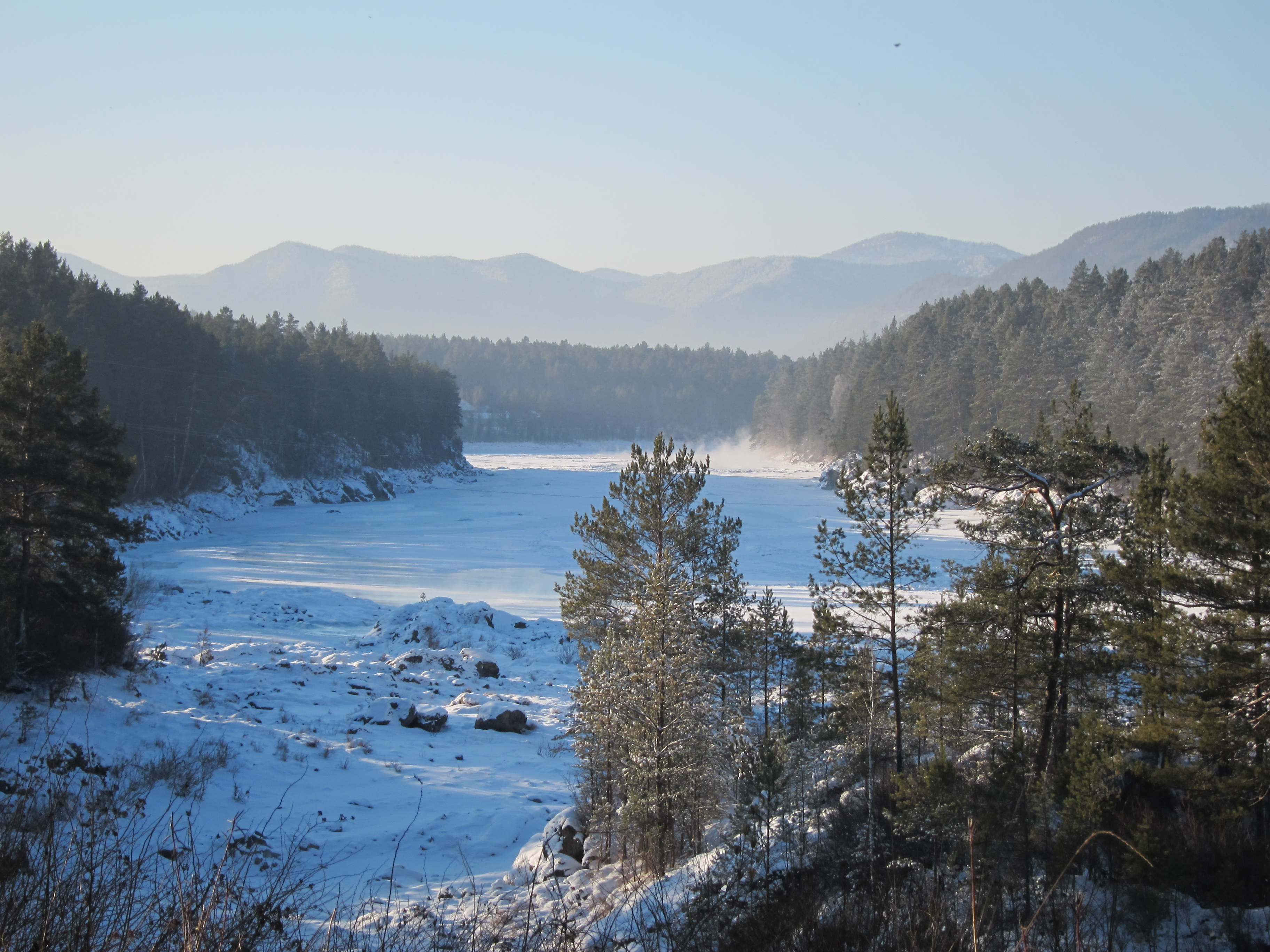

52°01′N 85°55′E / 52.017°N 85.917°E
邁馬區（俄語：Ма́йминский райо́н）是俄羅斯阿爾泰共和國的一個區，位於該國南部，始建於1938年2月15日，面積1,285平方公里，2010年人口28,642，人口密度每平方公里22.29人。